# Красная Ягода
Красная Ягода — поселок в Сосковском районе Орловской области России.
Входит в состав Кировского сельского поселения.

## География
Расположен южнее посёлка Красная Новь на левом берегу речки, впадающей в реку Неживка.
Просёлочная дорога соединяет Красную Ягоду с автомобильной дорогой 54К-142.

## Население
| 2010 |
| ---- |
| 4    |